# Tim Armstrong
Timothy Lockwood Armstrong, detto Tim (Oakland, 25 novembre 1966), è un cantante e chitarrista statunitense, membro dei Rancid.
Nasce artisticamente con gli Operation Ivy, gruppo di fondamentale importanza per la rinascita del punk rock californiano.

## Biografia

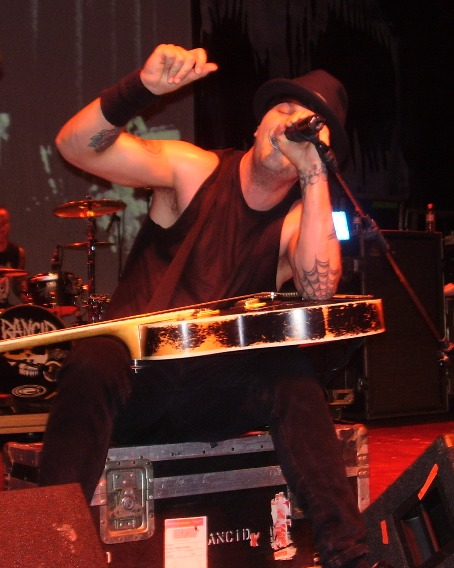
Tim Armstrong nel 2008.

Tim Armstrong è nato il 25 novembre del 1966. Cresce in California ad Albany, un comune adiacente alla ben più ricca Berkeley, in una famiglia sottoproletaria: il padre, alcolizzato, è una figura poco presente, la madre si occupa di lui e dei suoi 2 fratelli maggiori. All'età di soli 5 anni, incontra Matt Freeman nella Little League di baseball californiana. Freeman diventerà uno dei suoi migliori amici, oltre che il bassista dei Rancid. I due crebbero insieme ad Albany, California, e abbracciarono la musica punk durante le scuole superiori. Le band preferite di Armstrong erano i Ramones e i Clash.
Armstrong ha infatti dichiarato nel film Maximum Rancid - The Unauthorized Biography Of Rancid: "se non fosse stato per i Ramones, i Rancid non sarebbero mai diventati un gruppo."
Dopo lo scioglimento degli Operation Ivy, Tim Armstrong rischia la vita a causa di un'intossicazione acuta da alcol e vive addirittura come un senzatetto. In questo periodo, il suo amico d'infanzia e bassista degli Operation Ivy, Matt Freeman, gli propone di ricominciare a suonare insieme, sperando così di fargli passare la dipendenza dall'alcool. Armstrong comincia così a scrivere le canzoni del loro primo album, Rancid.

## Vita privata
Armstrong incontrò Brody Dalle all'Australia Summersault Festival (Dalle suonava allora nei Sourpuss). Nonostante Armstrong avesse 13 anni in più della Dalle (lui nato a Novembre del '66, lei a Gennaio 1979), la quale confessò poi di avergli mentito all'epoca del loro incontro riguardo all'età, dicendo di avere 18 anni invece di 15, i due cominciarono a frequentarsi. Poco dopo il suo diciottesimo compleanno, Dalle si trasferisce da Melbourne (Australia) a Los Angeles, e sposa Armstrong. I due staranno insieme fino al 2003, quando lei chiederà il divorzio.
Durante il divorzio, vennero pubblicate dalla rivista Rolling Stone delle foto di Dalle in atteggiamenti intimi con Josh Homme, frontman dei Queens of the Stone Age. Armstrong, non sapendo nulla della relazione tra i due, dichiarò alla rivista Guitar One di aver pianto dopo averle viste; Homme, nel mentre, asserì di aver ricevuto minacce di morte dai fan di Armstrong e Dalle sostenne che son stati necessari tre anni per lasciare quest'ultimo, che la controllava molto.
Nel 2016 Tim Armstrong appare nel quarto episodio della decima stagione di X files interpretando il ruolo di un artista di strada , in un'intervista rilasciata in quel periodo il cantante affermò inoltre che la famosa serie di culto degli anni 90 è la sua preferita in assoluto e non poteva assolutamente rifiutare quel ruolo .

## Carriera musicale
Una delle prime band in cui ha suonato sono stati i Basic Radio. Successivamente forma il gruppo [ska-punk] degli Operation Ivy, dove suona dal 1987 al 1989 con soprannome "Lint". 
È il proprietario della casa discografica indipendente Hellcat Records specializzata nello ska-punk, nel punk rock e altri generi. Ha talento sia per il suo strumento (chitarra elettrica/country) sia per la voce.
Nel 1996 partecipò all'ultimo concerto dei Ramones, suonando insieme alla band e a Lars Frederiksen 53rd & 3rd.
Nel 2004 partecipa ad un concerto tributo alla band punk dei Ramones per il trentesimo anniversario della fondazione della band (immortalato nel film-documentario Too Tough to Die: a Tribute to Johnny Ramone) insieme a Henry Rollins dei Black Flag, Steve Jones dei Sex Pistols, Brett Gurewitz dei Bad Religion, Eddie Vedder dei Pearl Jam e altri ancora.
Tim ha partecipato anche nella realizzazione della canzone dei Box Car Racer Cat Like Thief dove canta insieme a Tom DeLonge (blink-182)
Tim Armstrong si è scoperto un artista completo anche in altri generi come l'hip hop e il reggae collaborando con
artisti come Cypress hill nell'Hip Hop e Buju Banton nel reggae..nel primo pezzo " What's your number? " un brano hip hop - ska dove suona la chitarra elettrica, nel secondo brano " No More Misty Days " con tutta la sua band i Rancid suona nuovamente la chitarra elettrica in un pezzo interamente reggae.
I due brani rispettivamente sono usciti nel 2004 e nel 2000.
Oltre a cimentarsi con la musica, Armstrong ha pubblicato 2 film, un documentario e ha partecipato a un film di Asia Argento. Il primo film cortometraggio che ha prodotto è Larry is Dead nel 1995 di cui lui e Lars sono gli attori principali, ma ancora molto rudimentale. Nel 2004 produce un film animato grazie all'effetto stop motion ispirato a Charlie Manson e l'omicidio di Sharon Tate in cui prestano la voce musicisti come Green Day, Rancid, Transplants, Good Charlotte, ma anche Kelly Osburne (che appare nei titoli con il nome di Nelly Sorbsurne) e Asia Argento. L'anno seguente partecipa con un piccolo ruolo nel film della stessa Asia Argento, mentre nel 2005 produce un documentario sulla Hellcat Record intitolato Give'em the Boots

## Discografia

### Con gli Operation Ivy
- 1988 - Hectic
- 1989 - Energy

### Con i Rancid
- 1993 - Rancid
- 1994 - Let's Go
- 1995 - ...And Out Come the Wolves
- 1998 - Life Won't Wait
- 2000 - Rancid
- 2003 - Indestructible
- 2009 - Let the Dominoes Fall
- 2014 - Honor Is All We Know
- 2017 - Troublemaker

### Con i Transplants
- 2002 - Transplants
- 2005 - Haunted Cities
- 2013 - In a Warzone

### Da solista
- 2007 - A Poet's Life
- 2012 - Tim Timebomb Sings Songs from RocknNRoll Theater
- 2020 - Life's For Living

## Produzioni discografiche
- 2003 - Try This di Pink
- 2007 - Sound Soldier di Skye Sweetnam
- 2012 - Rebirth di Jimmy Cliff
- 2018 - Fight The Good Fight di The Interrupters

## Filmografia parziale
- Larry is dead (1995) Direttore, Attore e Produttore
- X-Files (The X-Files) - serie TV, episodio 10x04 (2016) - attore
- Live Freaky! Die Freaky! (2003) Produttore e Narratore
- Ingannevole è il cuore più di ogni cosa (The Heart Is Deceitful Above All Things) (2004) Attore
- Give 'Em the Boot (2005) Produttore
- Svengali in color (2010) Attore, Produttore